# Игенче (Чекмагушевский район)
Игенче (баш. Игенсе) — деревня в Чекмагушевском районе Республики Башкортостан Российской Федерации. Входит в состав Чекмагушевского сельсовета.

## География

### Географическое положение
Расстояние до:
- районного центра (Чекмагуш): 4 км,
- центра сельсовета (Чекмагуш): 4 км,
- ближайшей ж/д станции (Буздяк): 71 км.

## Население
| 2002 | 2009 | 2010 |
| ---- | ---- | ---- |
| 129  | ↗350 | ↘110 |

Национальный состав
Согласно переписи 2002 года, преобладающие национальности — татары (71 %), башкиры (28 %).